# Pseudocumol
Pseudocumol (1,2,4-Trimethylbenzol) ist ein mit drei Methylgruppen substituiertes Benzol und damit ein Alkylbenzol und ein aromatischer Kohlenwasserstoff. Es gehört mit seinen Isomeren Hemellitol (1,2,3-Trimethylbenzol) und Mesitylen (1,3,5-Trimethylbenzol) zur Stoffgruppe der Trimethylbenzole und auch zur Gruppe der C3-Benzole.

## Vorkommen

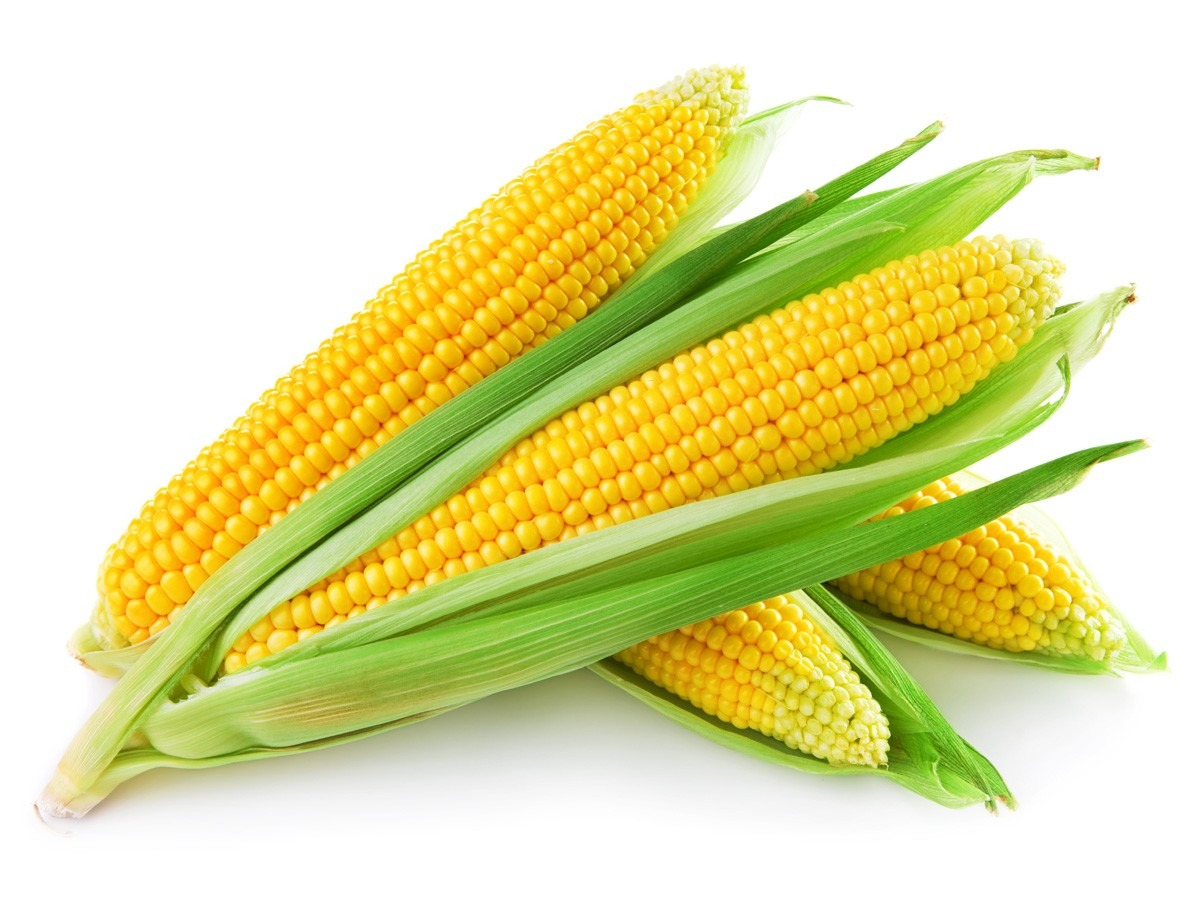
1,2,4-Trimethylbenzol kommt natürlich in Mais vor

Pseudocumol kommt im Öl der Schwarznuss, in den Blättern des Currybaums, in Mais und im Steinkohlenteer vor. Es wurde außerdem als Aromastoff in Kaffee nachgewiesen.

## Gewinnung und Darstellung
Pseudocumol kann durch Disproportionierung von Xylol in Gegenwart von Aluminiumchlorid gewonnen werden.

## Eigenschaften
Pseudocumol ist eine ölige, wenig flüchtige, farblose Flüssigkeit mit aromatischem Geruch, die praktisch unlöslich in Wasser ist.
Die Verbindung bildet entzündliche Dampf-Luft-Gemische. Die Verbindung hat einen Flammpunkt bei 50 °C. Der Explosionsbereich liegt zwischen 0,8 Vol.‑% (42 g/m3) als untere Explosionsgrenze (UEG) und 7,0 Vol.‑% (350 g/m3) als obere Explosionsgrenze (OEG).) Die Zündtemperatur beträgt 485 °C. Der Stoff fällt somit in die Temperaturklasse T1.

## Verwendung
Pseudocumol ist ein Zwischenprodukt bei der Herstellung von Arzneimitteln und Farbstoffen. Das in der Petrochemie anfallende Pseudocumol wird durch katalytische Oxidation der Methylgruppen in Trimellitsäure überführt.
Es wird als Szintillator für den Nachweis von geladenen Teilchen benutzt.

## Sicherheitshinweise
Pseudocumol kann akute oder chronische Gesundheitsgefahren auslösen. Akut besteht eine schwache Reizwirkung auf Schleimhäute und die Haut. Es kann eine depressive Wirkung auf das Zentralnervensystem auftreten, die zu chronischen Störungen dessen führen kann.